# Liste der Monuments historiques in Margny-lès-Compiègne
Die Liste der Monuments historiques in Margny-lès-Compiègne führt die Monuments historiques in der französischen Gemeinde Margny-lès-Compiègne auf.

## Liste der Bauwerke
| Bezeichnung             | Beschreibung                                                                                         | Standort | Kennzeichnung | Schutzstatus | Datum | Bild           |
| ----------------------- | --- | -------- | ------------- | ------------ | ----- | -------------- |
| Quai des Déportés       | Bahnsteig, wo von 1942 bis 1944 52 Züge mit Gefangenen in die deutschen Konzentrationslager abfuhren | (Lage)   | PA60000024    | Classé       | 2001  | weitere Bilder |
| Kirche Ste-Jeanne d’Arc | Erbaut ab 1911                                                                                       | (Lage)   | PA60000095    | Inscrit      | 2016  | weitere Bilder |

## Liste der Objekte
| Bezeichnung    | Beschreibung          | Standort                              | Kennzeichnung | Schutzstatus | Datum | Bild |
| -------------- | --------------------- | ------------------------------------- | ------------- | ------------ | ----- | ---- |
| Zwei Türflügel | Holz, 16. Jahrhundert | in der Kirche Ste-Jeanne d’Arc (Lage) | PM60001017    | Classé       | 1913  |      |